# Градище (Будинарци)
Вижте пояснителната страница за други значения на Градище.
Градище  или Будинград (на македонска литературна норма: Градиште) е крепост, съществувала през късната античност и средновековието, разположена над малешевското село Будинарци, Северна Македония.

## Местоположение
Градище е разположено северозападно над Будинарци, над пътя Виница – Берово, който в античността свързва Астибос - Баргала - Партикопол. Крепостта е на тесен рид с много стръмни стени, заравнен отгоре, издигащ се от 20 до 70 m над Брегалница, която го обгражда от изток, север, запад и почти изцяло от юг. Достъпът е единствено от юг през тясно седло, през което минава и пътят. Освен този път крепостта контролира и регионалния път, водещ на север към Плачковица и на юг през превала Чугуновец към Радовишкото поле.

## Характеристики
Крепостна стена с хоросан е изградена в късната античност в IV век и обновена в VI век. Тя затваря пространство с големина 300 х 60 m, което се състои от два дяла – горен и долен град. Горният град или същинската крепост е в по-високия южен дял. Той има големина от 0,8 ha с правоъголна форма. В южния край има малък акропол, отделен с една вътрешна стена и имащ челна кула. Долният град на север има също площ от 0,8 ha и е отделен от горния с ров. В северозападния край има кула, отбраняваща най-лесното за пристъп място. Покрай източната стена са разкрити основи от жилищни помещения, опрени в нея. В крепостта са открити керамика, монети от IV, V и VI век, бронзови токи и апликации, железни фибули от края на VI и VII век.
През средновековието върху античната стена е изградена нова с подръчни материали без хороса с размери 55 х 50 m, която днес се вижда ясно на терена. Открити са и парчета средновековна огнищна керамика, славянски црепни, парчета от славянски бронзов накит, пръстени, токи, макари, стъклени макари от XI – XIII век.